# Tibério (filho de Constante II)
Tibério (em grego medieval: Τιβέριος; romaniz.: Tibérios; em latim: Tiberius) foi um coimperador bizantino de 659 a 681. Era filho de Constante II e Fausta e foi elevado em 659, antes de seu pai partir à Itália. Após a morte de Constante, o irmão de Tibério, Constantino IV, ascendeu como imperador sênior. Constantino tentou remover seus coimperadores Tibério e Heráclio, provocando a revolta militar em 681. Ele debelou a revolta ao prometer aceitar as exigências rebeldes, enviando-os para casa, mas trazendo seus líderes para Constantinopla. Uma vez lá, Constantino executou-os, prendeu Tibério e Heráclio e mutilou-o. Eles então somem do registro histórico.

## Biografia

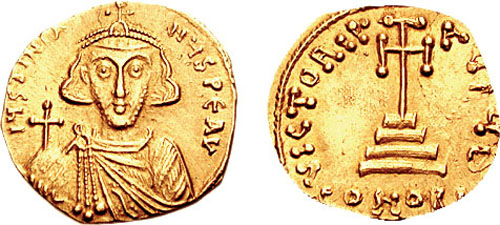
Soldo de datável de seu primeiro reinado r.

Era o filho mais novo de Constante II (r. 641–668). Sua mãe era Fausta, filha do patrício Valentino. Apesar de seu irmão mais velho, Constantino IV (r. 668–685), ter sido elevado à condição de coimperador em 654, cinco anos depois, antes da partida de Constante à Itália, Tibério e outro irmão mais velho, Heráclio, também foram. Em 663, Constante tentou fazer com que os filhos se juntassem a ele em sua nova residência em Siracusa, na Sicília, o que provocou uma revolta popular em Constantinopla que terminou fazendo com que os meninos ficassem na capital; ela foi encabeçada por Teodoro de Coloneia e André.
Com a morte de Constante II em 668, Constantino IV se tornou imperador sênior. Tentou demover seus irmãos pouco antes do Sexto Concílio Ecumênico (681), causando uma revolta militar no Tema Anatólico. O exército marchou até Crisópolis e enviou delegação através do Helesponto até a capital exigindo que continuassem como coimperadores junto de Constantino. Os militares basearam sua demanda na crença que, como o céu seria governado pela Trindade, o império deveria ser, do mesmo modo, governado por três imperadores. Eles estavam sob liderança de Leão.
Confrontado pela situação, Constantino manteve-se vigilante em relação aos irmãos e enviou um emissário de confiança, o capitão de Coloneia Teodoro, com a delicada tarefa de elogiar os soldados por sua devoção e concordar com suas propostas, tudo com o objetivo de persuadi-los a voltar aos seus acampamentos na Anatólia. Teodoro também convidou os líderes da revolta até Constantinopla para se consultarem com o senado para ver se era possível confirmar seus desejos. Contente com o aparente final feliz, o exército partiu de volta ao interior da Anatólia e os líderes do movimento ficaram na cidade. Sem a ameaça das tropas, Constantino se aproveitou para atacá-los, capturando-os e enforcando-os em Sícas.
Apesar dessa turbulência, Heráclio e Tibério participaram no concílio de 681, como sua abertura em nome dos 3 imperadores indica. Em algum momento entre 16 de setembro e 21 de dezembro de 681, Constantino ordena a mutilação dos irmãos, cortando-lhes o nariz e ordenando que suas imagens não mais fossem estampadas nas moedas e documentos imperiais. Depois, Tibério e o irmão desaparecem do registro histórico. Pensa-se que tais medidas tinham como finalidade assegurar a sucessão de seu filho, o futuro Justiniano II.